# Rio Coina
O rio ou ribeira de Coina nasce na serra do Risco, no Parque Natural da Arrábida, e desagua num braço do rio Tejo junto ao Barreiro, a jusante de Coina.
No seu percurso de cerca de 25 km passa pela localidade de Quinta do Conde, onde recebe a ribeira de Azeitão.
Neste momento, o rio encontra-se em muito mau estado devido à poluição existente nas suas margens e na própria água.
O rio de Coina que sempre foi um elemento natural importante no desenvolvimento desta Vila, foi ainda associado à construção histórica da época dos descobrimentos, construíram-se nas suas margens caravelas e naus.

Nessa época o rio Coina era navegável, consta até que todos os dias saíam de Coina vários barcos carregados de hortaliças e vinhos, como por exemplo o Moscatel, com destino ao mercado de Lisboa. O rio servia também por vezes à rainha D. Constança esposa de D. Pedro I no transporte de barco para a sua residência em Azeitão.
Sua foz ainda é navegável. Aí, na sua margem direita, situa-se a Estação Fluvial do Barreiro, de onde partem e chegam as embarcações catamarans, de, e para Lisboa (Terreiro do Paço).